# Pizza de chocolate
La pizza de chocolate es una variedad dulce de pizza cuyo ingrediente principal es el chocolate y se sirve como postre. Se desconoce su origen preciso, aunque se cree que surgió paralelamente en diferentes países occidentales, como los Estados Unidos, fusionando estos dos alimentos tan populares.
Algunas franquicias pizzeras ofertan este producto, sobre todo en eventos especiales como San Valentín, la Pascua o Navidad. El chocolate se puede untar en el pan antes de meterse en el horno o bien se puede incorporar a la masa. Suele incluir otros ingredientes, como frutos secos, fresas o banana u otras frutas, y hasta dulces como malvaviscos o gominolas.

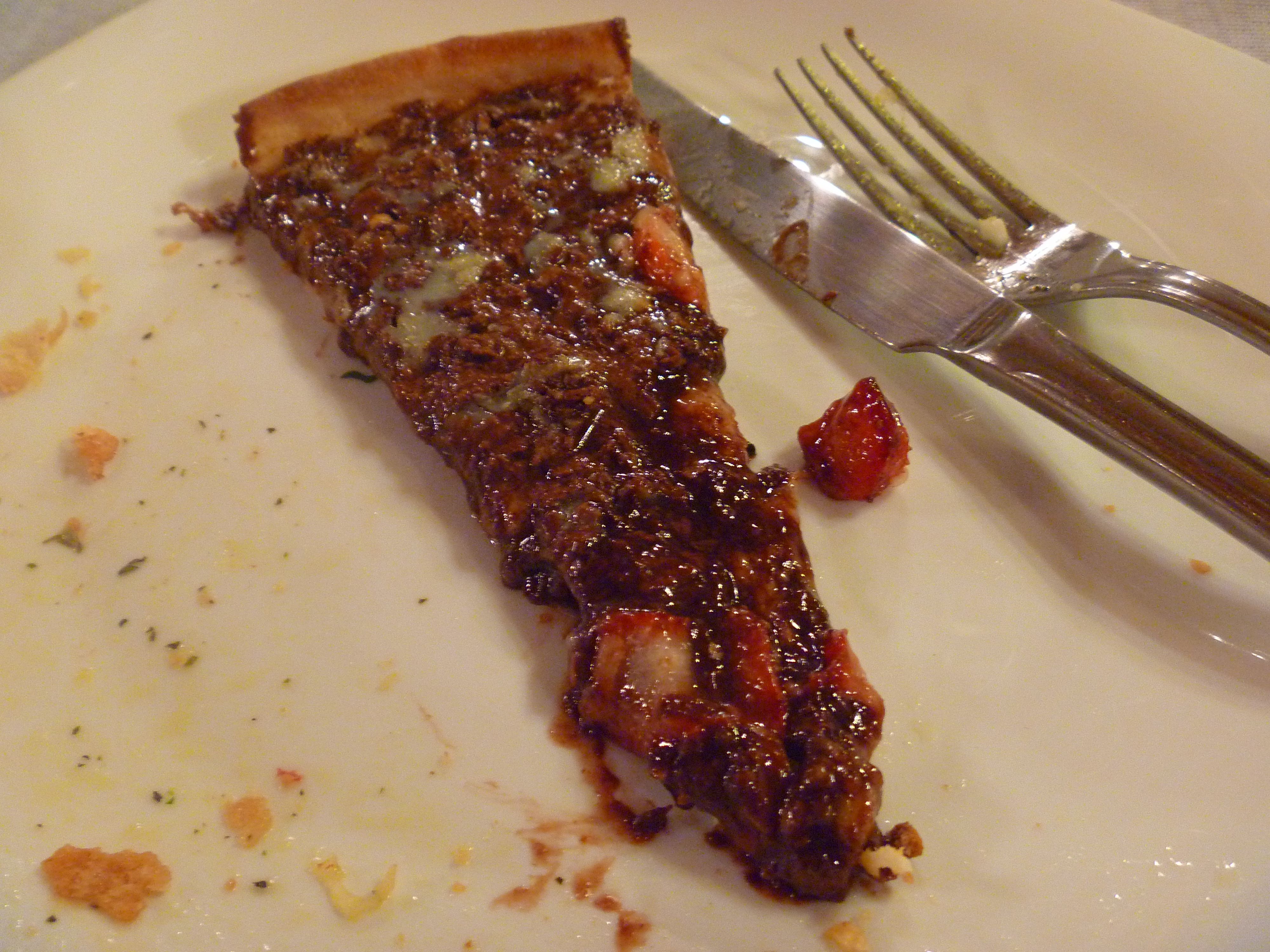
Rebanada de pizza de chocolate en Brasil

## Preparación
Algunas pizzas de chocolate incorporan chocolate en la pasta de la pizza. La pizza de chocolate puede ser servida como un plato dulce, estilo postre, o bien, como un plato salado al que le incluyen chocolate. Pueden ser preparadas usando chocolate que es esparcido antes de ser horneado al horno. Otra variedad consiste en agregar avellanas después de que la pizza fuera batida. Las preparaciones de una pizza de chocolate incluyen azúcar, malvaviscos, chispas, banano, fresas, y chocolate blanco. 

## Historia
Una pizza de chocolate combina chocolate y pizza, dos ingredientes populares entre los niños en edad escolar. La unión de pizza y chocolate se desarrolló en paralelo en varios países occidentales y se ha convertido en un postre en franquicias y cadenas de restaurantes.
La pizza de chocolate también se conoce como una delicia para los días de San Valentín, Pascua y durante la fiesta de Navidad.

## Empresas
La Chocolate Pizza Company, en los Estados Unidos de América, se especializa en preparar pizzas de chocolate. La sede de la empresa es en Marcellus, Nueva York. La Gourmet Chocolate Pizza Company, en Cotgrave, Nottinghamshire, Inglaterra, ofrece pizza de chocolate preparada con chocolate belga. Éstas son pizzas de chocolate servidas frías para el desayuno, con el chocolate moldeado a la forma de una pizza. La compañía de pizzas para llevar y hornear Papa Murphy's ofrece una pizza de postre llamada S'mores, que se prepara con chips de chocolate, malvaviscos y una cobertura.

## Lectura adicional
- Tampone, Kevin (4 de noviembre de 2015). «Growth prompts Chocolate Pizza move to new location (photos)». syracuse.com. Consultado el 28 de diciembre de 2015.
- Cooke, L. J.; Wardle, J. (2005). «Age and gender differences in children's food preferences». British Journal of Nutrition 93 (5): 741-746. PMID 15975175. doi:10.1079/bjn20051389.